# Альмяково
Альмя́ково (рос. Альмяково) — село (в минулому селище) у складі Первомайського району Томської області, Росія. Входить до складу Улу-Юльського сільського поселення.

## Населення
Населення — 358 осіб (2010; 442 у 2002).
Національний склад (станом на 2002 рік):
- росіяни — 96 %